# Germany’s Next Topmodel/Staffel 20
Die 20. Staffel der deutschen Castingshow Germany’s Next Topmodel wurde vom 13. Februar bis 20. Juni 2025 vom Privatsender ProSieben ausgestrahlt. Die ersten zwölf Folgen wurden erstmals an zwei Tagen pro Woche gesendet. Sieger wurden Daniela Djokic und Moritz Rüdiger.

## Hintergrund
Nachdem in der 19. Staffel zum ersten Mal weibliche und männliche Models gecastet wurden, folgte diesem Konzept auch die 20. Staffel. Als markante Veränderung trafen die Models in dieser Staffel jedoch erst in der 13. Folge aufeinander.
Die vorherigen Folgen wurden nach Geschlechtern getrennt voneinander produziert und ausgestrahlt. Mittwochs waren die männlichen Models und donnerstags die weiblichen Models in eigenständigen Folgen auf ProSieben zu sehen. Diese Idee von Heidi Klum war bereits für die 19. Staffel geplant, vom Sender jedoch verworfen worden. Die Dreharbeiten zur 20. Staffel starteten im Oktober 2024. Aufgrund der Waldbrände in Südkalifornien im Januar 2025 wurden die Dreharbeiten in Los Angeles einige Tage lang unterbrochen.
Erneut gab es zwei Sieger unterteilt nach Geschlecht, die jeweils 100.000 Euro erhielten und getrennt voneinander auf das Cover der deutschsprachigen Ausgabe der Harper’s Bazaar kamen. Zusätzlich erhielten sie eine gemeinsame Werbekampagne mit dem französischen Kosmetikhersteller L’Oréal.

## Zusammenfassung
In Folge 1 fand das Casting für die weiblichen Models in München statt. Sie mussten auf dem Laufsteg ihren persönlichen Walk präsentieren und wenn sie damit überzeugen konnten, wurde ein Test-Fotoshooting durchgeführt. Wer sowohl mit dem Walk als auch mit dem Shooting überzeugen konnte, wurde in die nächste Runde geschickt. Gastjurorin war Model Leni Klum.
In Folge 2 fand das Casting für die männlichen Kandidaten ebenfalls in München statt. Auch sie präsentierten sie ihren Walk auf dem Laufsteg und absolvierten gegebenenfalls ein Test-Fotoshooting. Wer in beiden Aufgaben überzeugen konnte, wurde in die nächste Runde geschickt. Gastjurorin war Supermodel Naomi Campbell.
In Folge 3 mussten die weiblichen Models eine Modenschau vor Publikum in den Kleidern des Modelabels Lever Couture präsentieren. Anschließend wurde entschieden, wer die Show verlassen muss. Gastjuroren waren die Designerin Lessja Verlingieri und Model Kristen McMenamy.
In Folge 4 mussten die männlichen Models ebenfalls eine Modenschau vor Publikum präsentieren. Dabei trugen sie Outfits des Modelabels Karl Lagerfeld. Nach der Fashionshow wurde wieder entschieden, wer in die nächste Runde kommt. Gastjuroren waren Supermodel Eva Herzigová und Hun Kim, der Chef-Designer von Karl Lagerfeld.
In Folge 5 zogen die Kandidatinnen in das „Modelhaus“ ein. Für das erste Fotoshooting wurden sie in Paare eingeteilt, die im direkten Vergleich Traurigkeit und Freude vor der Kamera präsentieren sollten. Das Model, das besser posierte, wurde für den Sendungsopener sowie für die Werbeplakate ausgewählt. Fotograf für die Werbung war Rankin. Zum Abschluss der Folge mussten die Models auf dem Laufsteg Kleider des Modedesigners Kevin Germanier präsentieren. Diese wurden extra für die Entscheidung kreiert, und als Inspiration wurden Schmetterlinge verwenden. Gastjurorin und Catwalk-Coach in dieser Folge war Topmodel Romee Strijd.
In Folge 6 mussten die männlichen Models, ebenfalls Paare eingeteilt, die Emotionen Traurigkeit und Freude vor der Kamera präsentieren. Das bessere Model wurde für den Sendungsopener sowie für die Werbeplakate ausgewählt. Fotograf war ebenfalls Rankin. Zum Abschluss liefen die Models noch eine Modenschau, bei dieser die Location einer Pariser Straße ähnelte. Gastjuroren waren die französische Schauspielerin Catherine Deneuve und das britische Männermodel David Gandy.
In Folge 7 gab es das Umstyling für die weiblichen Models. Einen Gastauftritt in dieser Folge hatte Klaas Heufer-Umlauf. Danach wurden die Models zusammen mit Heidi bei Das Duell um die Welt ins Studio eingeladen, wo sie dann selber einen Gastauftritt hatten und Paris pantomimisch darstellen sollten. Zum Abschluss der Folge mussten die Models eine Modenschau in den Kleidern von Dundas World präsentieren. Gastjuror war der Modedesigner Peter Dundas.
In Folge 8 fand das Nacktshooting für die männlichen Models statt. Dabei lagen die Männer einzeln in einer Badewanne, die mit Wasser und Schaum gefüllt war. Fotograf war Marcus Schaefer. Später folgte wieder der Entscheidungswalk. Schwierigkeit hierbei war, dass der Laufsteg mit vielen Treppenstufen und Nebelmaschinen ausgestattet war. Gastjuroren waren die deutschen Models Lena Gercke und Johannes Huebl.
In Folge 9 wurden die weiblichen Models von Klum am Morgen geweckt. Im Pyjama-Look wurden dann direkt im Anschluss die Sedcard-Bilder geshootet. Starfotograf war Yu Tsai. Abschließend gab es ein Entscheidungswalk vor dem Schloss Tüßling im Modestil der 1960er Jahre. Gastjurorin war das britische Fotomodell Twiggy.
In Folge 10 fand das Sedcard-Shooting für die männlichen Models, ebenfalls mit Fotograf Yu Tsai statt. Danach ging es für die Kandidaten mit Klum ins Schloss Neuschwanstein zum Abendessen. Beim Entscheidungswalk liefen die Models auf einem Laufsteg, der in einem Schwimmbecken platziert war. Die Location war das Müllersche Volksbad. Dabei hatten die weiblichen GNTM-Models erstmals die Gelegenheit, ihre männlichen Mitstreiter live von einem Balkon aus zu beobachten, was zu einem ersten Aufeinandertreffen der beiden Gruppen führte. Gastjuroren waren die Musiker Tom und Bill Kaulitz.
In Folge 11 stand für die weiblichen Models die Castingwoche an, bei dieser sie verschiedene Modeljobs ergattern konnten. Der erste Job war für das deutsche Elle Magazine und diesen Job ergatterte Zoe Rötzel. Das zweite Casting war für die Sports Illustrated Germany, diesen Job bekamen Daniela Djokic und Safia Asare und für beide ging es extra für das Shooting nach Fuerteventura. Das dritte Casting war für InStyle und diesen Job bekam auch Daniela Djokic. Das letzte Casting war für eine Parfümkampagne für Zadig&Voltaire x Douglas. Daniela Djokic bekam auch diesen Job und ist dafür nach Paris geflogen. Anschließend reisten die Kandidatinnen nach Los Angeles. Der Entscheidungswalk fand in einer Kulisse statt, die an einen Dschungel erinnerte. Dabei präsentierten die Models außergewöhnliche Outfits des Modelabels Chelsea Jean Lamm. Nach dem Walk bekamen Canel Dalkilic und Katharina van der Sandt, Directbooking-Call-Sheets für verschiedene Designer auf der Berlin Fashion Week. Gastjurorin und Catwalk-Coach war das Topmodel Anok Yai.
In Folge 12 stand für die männlichen Models die Castingwoche an, bei dieser auch sie verschiedene Modeljobs ergattern konnten. Der erste Job war ein Editorial für das Esquire Magazine. Dieser Job ging an Jannik Richter, Ethan Moore, Moritz Rüdiger und Pierre Lang. Der zweite Job war ein Editorial für das Approved Magazine. Kevin Vukelja, Mortiz Rüdiger und Pierre Lang haben den Job angenommen, während die anderen Models ihn aus persönlichen Gründen ablehnten. Danach gab es Directbooking-Call-Sheets für Kevin Vukelja und Felix Lintner, einmal für das Modelabel KidSuper auf der Paris Fashion Week und dann noch für Kilian Kerner und Marcel Ostertag auf der Berlin Fashion Week. Danach ging es auch für die Männer nach Los Angeles. Beim Entscheidungswalk liefen die Models auf einem Laufsteg, der mit Denim belegt war. Nachdem Walk bekam Moritz Rüdiger Directbooking-Call-Sheets für zwei Designer auch auf der Berlin Fashion Week. Gastjuror war das Männermodel Elias Becker.
In Folge 13 gab es den gemeinsamen Einzug in das Model-Penthouse in Los Angeles. Ab dem Zeitpunkt waren die weiblichen und die männlichen Models zusammen. Das Fotoshooting fand in zweier Teams statt (ein weibliches und männliches Model zusammen). Die Location war eine Waschanlage. Die Fotografin und Gastjurorin war Ellen von Unwerth.
In Folge 14 wurden Ausschnitte von den Modeljobs der Teilnehmer auf der Berlin Fashion Week gezeigt. Anschließend gab es ein Entscheidungswalk, bei denen die Models verkleidet als Marionetten eine Geschichte auf dem Laufsteg präsentieren sollten. Catwalk-Coach und Gastjurorin war  das Topmodel Adriana Lima.
In Folge 15 war die die Schauspiel-Edition. Die Models mussten eine Szene aus Die Bergretter nachstellen. Die Idee kam von Schauspieler Sebastian Ströbel, der als Gastjuror in der Folge fungierte. Später folgte das Casting für Intimissimi. Eva Bloss konnte die Kunden überzeugen und bekam somit den Job. Abschließend gab es ein Entscheidungswalk im Western-Stil. Die Models trugen dabei Cowboy-Outfits. Stargast und ebenfalls Gastjurorin in dieser Folge war Paris Jackson.
In Folge 16 gab es ein Casting für den Schmuck-Hersteller Pandora. Der Job ging an Eva Bloss. Anschließend ging es zusammen mit Thomas Hayo auf einen Road-Trip in die kalifornische Wüste. Bei einem Zwischenstopp bei einem Diner, fand eine Foto-Challenge im Stil der 1950er Jahre statt. Danach campten die Models zusammen mit Heidi Klum und Thomas Hayo in der Wüste. Zum Abschluss der Folge fand ein Mad Max-Shooting statt. Gastjuror war der Kreativdirektor Thomas Hayo.
In Folge 17 gab es ein Zirkus-Shooting mit Modefotograf und Gastjuror Kristian Schuller. Die Outfits wurden von Peggy Schuller, der Ehefrau von Fotograf Kristian Schuller kreiert. Es wurden in einem Zirkuszelt zuerst Fotos als Puppen mit „Glass Skin“ und später Actiofotos, bei denen die Models mit Mehl oder Farbe beworfen werden, aufgenommen. Direkt anschließend gab es einen Entscheidungswalk in der Manege. Neben Schuller waren in dieser Folge das Topmodel Alessandra Ambrosio und die Schauspielerin Hayley Hasselhoff Gastjuroren.
In Folge 18 gab es ein Höhen-Shooting in Downtown Los Angeles. Dabei mussten die Models in Kleidern von Germanier auf einem Balken posieren. Anschließend gab es ein Casting für Calzedonia. Diesen Job bekam Magdalena Milic. Zum Abschluss der Folge mussten die Models beim Entscheidungswalk eine Art Parcours bewältigen. Dabei waren eine Wippe oder auch eine Drehscheibe Teil der Herausforderung. Dabei trugen die Kandidaten ebenfalls Outfits von Germanier. Gastjuroren waren Topmodel Coco Rocha und Designer Kevin Germanier.
In Folge 19 gab es ein Farben-Shooting bei denen die Models in weißen Looks von Hoermanseder auf einer Drehscheibe platziert sind. Heidi Klum warf dann die Farbe auf die Models. Fotograf war Christian Anwander. Später besuchte Betty Taube die Models im Penthouse. Anschließend folgte eine Foto-Challenge in der Unterkunft für die Teilnehmer. Dies war aber ein verstecktes Casting für Red Bull Organics. Diesen Job bekamen Katharina van der Sandt und Moritz Rüdiger. Für die Kampagne sind die beiden Models nach Palm Springs gefahren. Zum Abschluss der Folge gab es einen Tape-Walk, bei denen die Models in freizügigen Looks aus Klebeband laufen mussten und dabei von vermeintlichen Paparazzi mit einem Blitzlichtgewitter abgelenkt wurden. Gastjuroren waren das It-Girl Paris Hilton und die Modedesignerin Marina Hoermanseder.
In Folge 20 mussten die Models eine Dragqueen-Performance präsentieren. Dafür absolvierten sie ein Tanz-Training. Ebenfalls fand ein Casting für Samsung statt. Diesen Job bekamen Jannik Richter und Josephine „Josy“ Tolno. Die Dragqueens Yoncè Banks, Katy Bähm, Catherinne Leclery, Candy Crash und Bambi Mercury, bekannt aus der Show Queen of Drags, waren die Tanzpartnerinnen und zugleich Gastjurorinnen der Folge.
In Folge 21 folgte ein weiteres Nacktshooting, bei dem die Models auf einem Motorrad posierten. Dabei bekamen sie alle Airbrush-Tattoos. Fotograf war Brian Bowen Smith. Als Gast beim Fotoshooting und später Teil des Red Carpet-Teaching, war Modedesigner Kilian Kerner mit dabei. Ebenfalls hat Kilian Kerner einen Job für eine Online-Kampagne vergeben. Diesen Job bekam Pierre Lang. Canel Dalkilic und Jannik Richter durften als Belohnung für ihre bisherige Leistung, Heidi Klum auf den roten Teppich der Viewing-Party der Elton John AIDS Foundation zur Oscarpreisverleihung begleiten. Zum Entscheidungswalk trugen die Models Outfits des Modellabels DSQUARED2. Die Gastjuroren waren die Designer-Zwillinge Dean und Dan Caten.
In Folge 22 wurden die Models von ihrer Familie oder Freunden überrascht. Zum Abschluss der Folge fand ein Entscheidungswalk statt. Der Laufsteg war passend zum Thema Weltall-Raumstation. Die Outfits waren von maison blanche swiss. Der Gastjuror in der Folge war Designer Yannik Zamboni. Am Ende der Folge musste kein Model die Show verlassen.
In Folge 23 fand ein Fotoshooting aus der 12. Staffel von Germany’s Next Topmodel statt. Dabei mussten die Models als Team (ein weibliches und ein männliches Model) gemeinsam auf einem fahrenden Bett posieren. Dieses Bett fuhr durch Hollywood. Fotograf und zugleich Gastjuror war Rankin. Danach gab es ein Interview-Training mit anschließender Pressekonferenz. Zum Abschluss der Folge gab es ein Entscheidungswalk in der Öffentlichkeit in den Ouftits von Christian Cowan, welcher ebenfalls als Gastjuror fungierte.
In Folge 24 fand das Cover-Shooting für die Harper’s Bazaar Germany statt. Dabei posierten die Models an einem alten hellblauen Ford Mustang und trugen Kleidung von verschiedenen Designern und Marken wie Zimmermann, Gucci, N21, AMIRI, Loewe, Stella McCartney und Dolce & Gabbana. Der Schmuck war von Swarovski. Der Entscheidungwalk fand in dem Garten einer Villa statt. Dabei trugen die Models selbstgewählte Looks. Währenddessen spiele ein Orchester Live-Musik. Gastjurorin war die Chefredakteurin der Harpers Bazaar Germany Kerstin Schneider.
| Folge | Modeljob für               | Kurzbeschreibung                      |
| ----- | -------------------------- | ------------------------------------- |
| 11    | Zoe                        | Elle Magazine                         |
| 11    | Daniela Safia              | Sports Illustrated Germany            |
| 11    | Daniela                    | InStyle Magazine                      |
| 11    | Daniela                    | Zadig&Voltaire x Douglas              |
| 11    | Canel Katharina            | Marcel Ostertag (Berlin Fashion Week) |
| 11    | Katharina                  | Kilian Kerner (Berlin Fashion Week)   |
| 11    | Katharina                  | Danny Reinke (Berlin Fashion Week)    |
| 12    | Ethan Jannik Moritz Pierre | Esquire Magazine                      |
| 12    | Kevin Moritz Pierre 1      | Approved Magazine                     |
| 12    | Kevin Moritz               | Kilian Kerner (Berlin Fashion Week)   |
| 12    | Felix L. Kevin             | KidSuper (Paris Fashion Week)         |
| 12    | Felix L. Kevin             | Marcel Ostertag (Berlin Fashion Week) |
| 12    | Moritz                     | Danny Reinke (Berlin Fashion Week)    |
| 15    | Eva                        | Intimissimi                           |
| 16    | Eva                        | Pandora                               |
| 18    | Magdalena                  | Calzedonia                            |
| 19    | Katharina Moritz           | Red Bull Organics                     |
| 20    | Jannik Josy                | Samsung                               |
| 21    | Pierre                     | Kilian Kerner (Online Kampagne)       |
| 23    | Pierre                     | The Cooking Academy (Gastauftritt)    |

## Teilnehmer
| Finalisten der 20. Staffel | Finalisten der 20. Staffel   | Finalisten der 20. Staffel | Finalisten der 20. Staffel | Finalisten der 20. Staffel | Finalisten der 20. Staffel | Finalisten der 20. Staffel                                  | Finalisten der 20. Staffel |
| Teilnehmer | Teilnehmer                   | Platz                      | Platz                      | Alter                      | Wohnort                    | Beruf                                                       |                            |
| Teilnehmer | Teilnehmer                   | Gesamt                     | Geschlecht                 | Alter                      | Wohnort                    | Beruf                                                       |                            |
| --- | ---------------------------- | -------------------------- | -------------------------- | -------------------------- | -------------------------- | ----------------------------------------------------------- | -------------------------- |
| | Moritz Rüdiger               | 1                          | 1                          | 19                         | Berlin                     | Abiturient                                                  |                            |
| | Daniela „Dani“ Djokic        | 1                          | 1                          | 20                         | Ostfildern                 | Model und Studentin                                         |                            |
| | Pierre Lang                  | 3                          | 2                          | 22                         | Wien                       | Bankkaufmann                                                |                            |
| | Magdalena Milic              | 3                          | 2                          | 21                         | Wien                       | Studentin (Jura)                                            |                            |
| | Jannik Richter               | 5                          | 3                          | 22                         | Bad Segeberg               | Mitarbeiter im Fast-Food-Restaurant                         |                            |
| | Zoe Rötzel                   | 5                          | 3                          | 19                         | Pulheim                    | Kellnerin                                                   |                            |
| Endrundenteilnehmer der 20. Staffel |                              |                            |                            |                            |                            |                                                             |                            |
| | Eliob Nten Demofike          | 7                          | 4                          | 29                         | Tokio                      | AI-Trainer, Model                                           |                            |
| | Canel Delice                 | 7                          | 4                          | 26                         | Essen                      | Reinigungskraft                                             |                            |
| | Aaliyah Isla                 | 9                          | 5                          | 21                         | Hamburg                    | Erzieherin                                                  |                            |
| | Kevin Vukelja                | 9                          | 5                          | 24                         | Wetzlar                    | Model                                                       |                            |
| | Josephine „Josy“ Tolno 1     | 11                         | 6                          | 19                         | München                    | Model, Musikerin                                            |                            |
| | Ray Ewulu**                  | 12                         | 6                          | 30                         | Hamburg                    | Model                                                       |                            |
| | Katharina van der Sandt      | 13                         | 7                          | 24                         | Wien                       | Studentin                                                   |                            |
| | Eva Bloss                    | 13                         | 7                          | 26                         | Berlin                     | UI-Designerin                                               |                            |
| | Nawin Nazary                 | 15                         | 7                          | 27                         | Freiburg im Breisgau       | Handelsvertreter, Musiker                                   |                            |
| | Xenia Redelmann              | 15                         | 9                          | 26                         | Loxstedt                   | Studentin (Medien- und Kommunikationswissenschaft)          |                            |
| | Samuel Dohmen                | 17                         | 8                          | 23                         | Köln                       | Bankkaufmann, Content Creator                               |                            |
| | Lisa Brandstätter            | 18                         | 10                         | 19                         | Lasberg                    | Maturantin                                                  |                            |
| | Svenja Sievers               | 19                         | 11                         | 24                         | Hamburg                    | Studentin (Fashion Management)                              |                            |
| | Felix Lintner                | 19                         | 9                          | 21                         | Wien                       | Student (Chemie)                                            |                            |
| | Faruk Aytaç Keçe             | 19                         | 9                          | 21                         | Bergkamen                  | Student (Lehramt)                                           |                            |
| | Ethan Moore                  | 22                         | 11                         | 19                         | Düsseldorf                 | Student (Philosophie und Soziologie)                        |                            |
| | Keanu Bohatsch               | 23                         | 12                         | 25                         | Höhenkirchen-Siegertsbrunn | Modedesigner                                                |                            |
| | Annett Bremer                | 23                         | 12                         | 46                         | Stapelfeld                 | Mitarbeiterin im Studierendenwerk, Copywriterin             |                            |
| | Katrin Gömann-Elsner* 2      | 25                         | 13                         | 56                         | Berlin                     | Lehrerin, ehemaliges DDR-Model                              |                            |
| | Luisa „Lulu“ Gömann** 2      | 26                         | 14                         | 32                         | Berlin                     | Medien-Managerin, Musikerin                                 |                            |
| | Alexander „Alex“ van Hove**  | 26                         | 13                         | 24                         | Landshut                   | Servicetechniker                                            |                            |
| | Lian Hansen                  | 28                         | 14                         | 21                         | Bern                       | Student (Betriebswirtschaftslehre)                          |                            |
| | Tim Schröder                 | 28                         | 14                         | 19                         | Berlin                     | Friseur                                                     |                            |
| | Matthias „Mattes“ Hafermann  | 28                         | 14                         | 38                         | Alpen                      | Friseur                                                     |                            |
| | Laura Klingert               | 31                         | 15                         | 25                         | Holzkirchen                | DJ, Content Creator, Social Media Marketer                  |                            |
| | Safia Asare* 3               | 32                         | 16                         | 24                         | Dortmund                   | Krankenschwester                                            |                            |
| | Ryan Wöhrl                   | 33                         | 17                         | 22                         | Landshut                   | Student (Betriebswirtschaftslehre), Reality-TV-Teilnehmer   |                            |
| | Felix Schiller               | 33                         | 17                         | 29                         | Wien                       | Drag Artist                                                 |                            |
| | Jonathan „John“ Tolno 1      | 33                         | 17                         | 24                         | Olching                    | Model                                                       |                            |
| | Jule-Malin Gscheidle         | 36                         | 17                         | 21                         | Frickenhausen              | Studentin (Immobilienwirtschaft)                            |                            |
| | Christian Prieneg            | 37                         | 20                         | 23                         | Sankt Kanzian              | Weinsommelier                                               |                            |
| | Gabriel Moreno von Schinckel | 37                         | 20                         | 23                         | Zürich                     | Student (Architektur)                                       |                            |
| | Felix Flad                   | 37                         | 20                         | 27                         | Stuttgart                  | VFX-Artist                                                  |                            |
| | Stella Miljenovic            | 40                         | 18                         | 23                         | Berlin                     | Angestellte                                                 |                            |
| | Valeria Hoffmann             | 40                         | 18                         | 21                         | Oldenburg                  | Studentin (Lehramt)                                         |                            |
| | Natali Czesak                | 40                         | 18                         | 25                         | Frankfurt am Main          | Tänzerin                                                    |                            |
| | Lucia Doric                  | 40                         | 18                         | 21                         | Hannover                   | Immobilienkauffrau                                          |                            |
| | Julian „J.J.“ Stocks         | 44                         | 23                         | 34                         | Mönchengladbach            | Medienmanager, Content Creator                              |                            |
| | Enis Spahija                 | 44                         | 23                         | 23                         | Schweinfurt                | Tänzer                                                      |                            |
| | Konstantin „Konsti“ Bell     | 44                         | 23                         | 22                         | Tuttlingen                 | Chirurgiemechaniker                                         |                            |
| | Marie                        | 47                         | 22                         | 21                         | Ehrenkirchen               | Studentin (Soziale Arbeit)                                  |                            |
| | Jessica Lüdi                 | 47                         | 22                         | 22                         | Beckenried                 | Verkäuferin                                                 |                            |
| | Marlene Erdmann Sánchez      | 47                         | 22                         | 22                         | Mannheim                   | Kosmetikerin, Studentin (International Business Management) |                            |
| | Leila Charifa Kraus          | 47                         | 22                         | 22                         | Zirndorf                   | Sekretärin                                                  |                            |
| | Angelina                     | 47                         | 22                         | 20                         | Kempten                    | Studentin (Pharmazie)                                       |                            |
| Legende _ weibliches Modelleer_ männliches Modelleer*Freiwillig ausgestiegenleer**Im Shoot-Out unterlegen 1 Geschwister 2 Mutter und Tochter 3 Schied aus gesundheitlichen Gründen vorzeitig aus und erhielt von Klum eine Wildcard für die 21. Staffel, mit der sie direkt zu den Top 20 stoßen kann. |                              |                            |                            |                            |                            |                                                             |                            |

## Einschaltquoten
| Folge | Datum (2025) | Zuschauer        | Zuschauer   | Marktanteil      | Marktanteil | Quelle |        |
| Folge | Datum (2025) | Durchschnittlich | 14–49 Jahre | Durchschnittlich | 14–49 Jahre | Quelle |        |
| ----- | ------------ | ---------------- | ----------- | ---------------- | ----------- | ------ | ------ |
| 01    | 13. Feb.     | 1,62 Mio.        | 0,91 Mio.   | 6,5 %            | 16,4 %      | Quelle | [ 13 ] |
| 02    | 19. Feb.     | 1,06 Mio.        | 0,56 Mio.   | 8,9 %            | 12,0 %      | [ 14 ] |        |
| 03    | 20. Feb.     | 1,43 Mio.        | 0,77 Mio.   | 6,3 %            | 17,1 %      | [ 15 ] |        |
| 04    | 26. Feb.     | 1,16 Mio.        | 0,77 Mio.   | 4,9 %            | 15,3 %      | [ 16 ] |        |
| 05    | 27. Feb.     | 1,40 Mio.        | 0,76 Mio.   | 6,4 %            | 17,0 %      | [ 17 ] |        |
| 06    | 05. Mrz.     | 0,98 Mio.        | 0,57 Mio.   | 4,6 %            | 12,7 %      | [ 18 ] |        |
| 07    | 06. Mrz.     | 1,59 Mio.        | 0,82 Mio.   | 7,2 %            | 18,3 %      | [ 19 ] |        |
| 08    | 12. Mrz.     | 0,95 Mio.        | 0,58 Mio.   | 4,2 %            | 13,1 %      | [ 20 ] |        |
| 09    | 13. Mrz.     | 1,50 Mio.        | 0,81 Mio.   | 6,5 %            | 17,0 %      | [ 21 ] |        |
| 10    | 19. Mrz.     | 1,08 Mio.        | 0,63 Mio.   | 5,0 %            | 13,7 %      | [ 22 ] |        |
| 11    | 20. Mrz.     | 1,30 Mio.        | 0,68 Mio.   | 5,8 %            | 13,1 %      | [ 23 ] |        |
| 12    | 26. Mrz.     | 1,21 Mio.        | 0,67 Mio.   | —                | 14,1 %      | [ 24 ] |        |
| 13    | 27. Mrz.     | 1,45 Mio.        | 0,80 Mio.   | 6,4 %            | 17,0 %      | [ 25 ] |        |
| 14    | 03. Apr.     | 1,35 Mio.        | 0,73 Mio.   | 5,8 %            | 15,0 %      | [ 26 ] |        |
| 15    | 10. Apr.     | 1,54 Mio.        | 0,78 Mio.   | 7,2 %            | 17,0 %      | [ 27 ] |        |
| 16    | 17. Apr.     | 1,17 Mio.        | 0,55 Mio.   | 5,7 %            | 12,4 %      | [ 28 ] |        |
| 17    | 24. Apr.     | 1,18 Mio.        | 0,58 Mio.   | 5,4 %            | 12,8 %      | [ 29 ] |        |
| 18    | 01. Mai      | 1,15 Mio.        | 0,56 Mio.   | 5,7 %            | 14,3 %      | [ 30 ] |        |
| 19    | 09. Mai      | 1,19 Mio.        | 0,61 Mio.   | —                | 14,6 %      | [ 31 ] |        |
| 20    | 15. Mai      | 1,12 Mio.        | 0,59 Mio.   | 5,6 %            | 13,7 %      | [ 32 ] |        |
| 21    | 22. Mai      | 1,28 Mio.        | 0,66 Mio.   | 6,0 %            | 14,3 %      | [ 33 ] |        |
| 22    | 29. Mai      | 0,97 Mio.        | 0,46 Mio.   | 4,7 %            | 12,3 %      | [ 34 ] |        |
| 23    | 5. Juni      | 1,10 Mio.        | 0,54 Mio.   | 5,6 %            | 14,2 %      | [ 35 ] |        |
| 24    | 12. Juni     | 1,07 Mio.        | 0,48 Mio.   | 5,7 %            | 13,5 %      | [ 36 ] |        |
| 25    | 19. Juni     | 1,55 Mio.        | 0,81 Mio.   | 8,9 %            | 22,4 %      | [ 37 ] |        |

## Zusätzliche Sendungen

### Germany’s Next Topmodel Stories
Mit Germany’s Next Topmodel Stories wurde ab dem 13. Februar 2025 der erste Ableger der Hauptsendung online auf Joyn ausgestrahlt. Die Sendung zeigte Einblicke hinter den Kulissen.